# Miyakonojō
Miyakonojō (都城市, Miyakonojō-shi) és una ciutat localitzada en la Prefectura de Miyazaki, Japó.

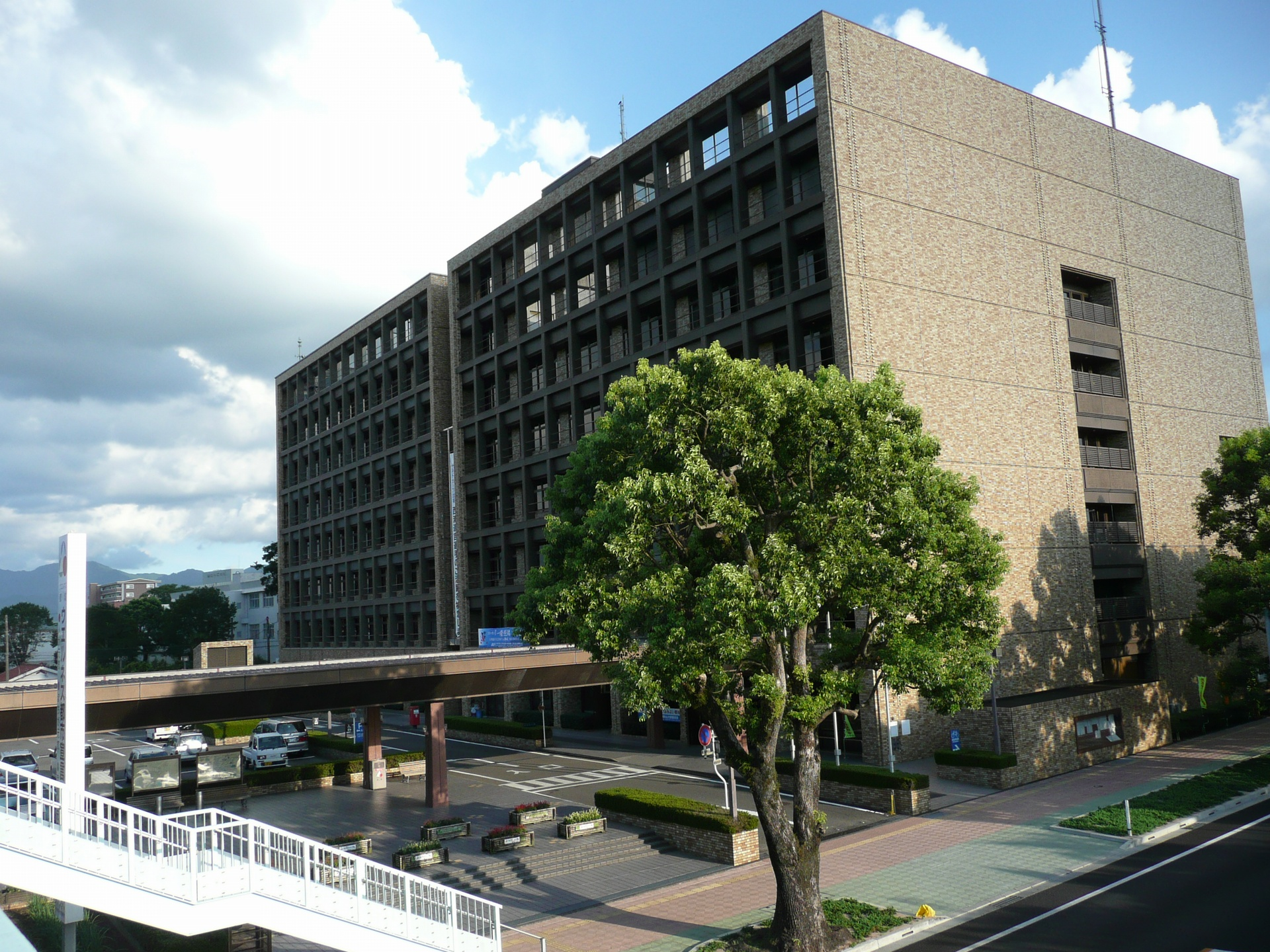
Edifici a la ciutat de Miyakonojo.

La ciutat va ser fundada l'1 d'abril del 1924. L'1 de gener del 2006 els pobles de Tasajo, Takazaku, Yamada i Yamanokuchi es van unir a la ciutat. La població estimada per aquest 2008 és de 169,384, amb una densitat poblacional de 259 habitants per km². La ciutat abasta una àrea de 653.31 km², la qual cosa la converteix a la ciutat més gran de la prefectura.

## Història
En el Període Heian, Miyakonojō es va convertir en una zona pròspera. En 1185, Shimazu Tadahisa es va convertir en el jito de Miyakonojō i aquesta va ser conquistada per la família Shimuza. En el Període Edo així com en el Període Muromachi, la família Hōryō va controlar l'àrea. Després de la Guerra Boshin, es va convertir en una de les ciutats que van abolir el sistema han. En 1871 es va convertir en prefectura per un període d'un any.

## Problemes Actuals
Miyakonojo està experimentant problemes pel descens de la població, el qual pot ser originat per la migració existent cap a Tòquio, Osaka i altres ciutats principals. Diverses ciutats de la Prefectura de Miyazaki enfronten aquest mateix problema. Moltes escoles estan programades per ser tancades a causa del descens en el nombre de nens que assisteixen a aquestes.

## Clima
Miyakonojō té un clima més temperat que altres ciutats en Miyazaki. La temperatura mitjana és de 16 °C i plou menys que a la ciutat de Miyazaki. El clima d'aquesta àrea està influenciada per la seva proximitat a les muntanyas.

## Indústria
Molts dels habitants de Miyakonojo són grangers. Produeixen Arctium lappa, carn i pebrot. A Miyakonojō també es realitza la manufactura d'articles per a granges.
Miyakonojō també és famosa per produir els arcs tradicionals japonesos, ja que el bambú és abundant a l'àrea.

## Habitants Famosos
- Tomoji Tanabe (田鍋友時), la persona més vella del món en el 2007, va néixer i va viure a Miyakonojō. Va morir el 19 de juny del 2009 essent l'home més vell del planeta.[2]
- Jūzō Yamasaki (やまさき十三), el mangaka.